# Ira Murchison
Ira James Murchison (Chicago, 6 de fevereiro de 1933 – Harvey, 28 de março de 1994) foi um atleta e campeão olímpico norte-americano.
Na adolescência, estudando e competindo em escolas secundárias, foi notado por sua grande explosão na partida dos blocos das corridas de velocidade; esta força lhe deu o apelido de "Sputnik Humano" pelos torcedores soviéticos durante um desafio de atletismo EUA-URSS em Moscou em 1958.
Antes dos Jogos Olímpicos de Melbourne 1956, Ira igualou duas vezes o recorde mundial dos 100 m rasos (10s2) e no Campeonato Mundial Militar em Berlim, onde servia no Exército dos Estados Unidos,  correu a distância num novo recorde mundial de 10s1, quebrando o recorde de Jesse Owens. Em Melbourne, porém, ele decepcionou nos 100 m, conquistando apenas um quarto lugar, mas tornou-se campeão olímpico ao integrar o revezamento 4x100 m junto com Bobby Morrow, Thane Baker e Leamon King, que ganhou a medalha de ouro.
Em 1957 ele igualou o recorde mundial das 100 jardas (91 m) em 9s3 e ganhou o campeonato da NCAA nesta distância em 1958. Não competiu em Roma 1960 mas nos Jogos Pan-americanos de 1963 em São Paulo, Brasil,  já aos 30 anos de idade, foi ouro no 4x100 m e medalha de bronze nos 100 m rasos.